# دوبرا (استان اشوی‌داشکسیه)
دوبرا (به لهستانی: Dobra) یک منطقهٔ مسکونی در لهستان است که در گمینا ستاشوو واقع شده‌است. دوبرا ۲۱۶٫۲ متر بالاتر از سطح دریا واقع شده‌است.